# 보골류보보

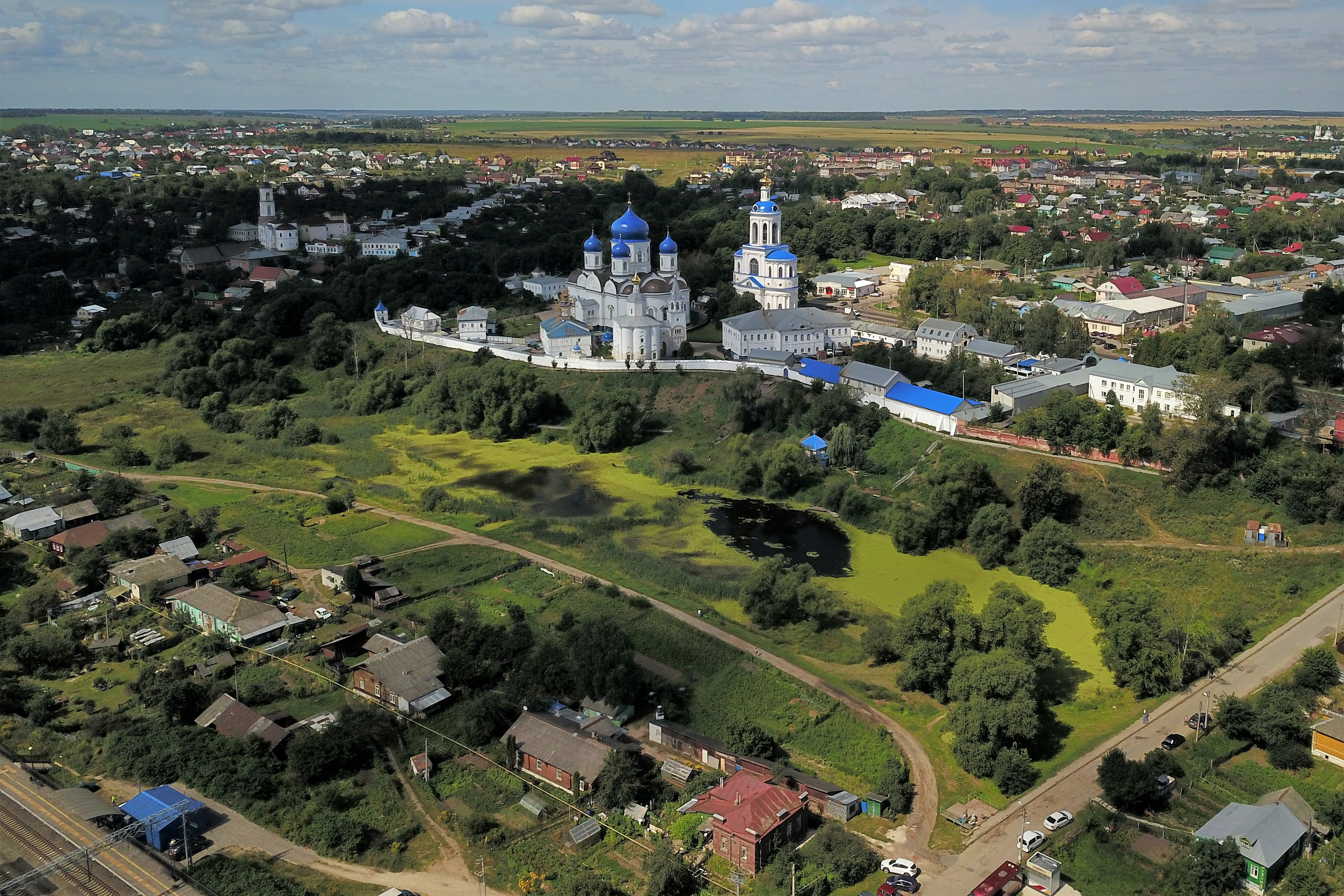

보골류보보(러시아어: Боголюбово)는 블라디미르주에 위치한 도시로, 블라디미르에서 북동쪽으로 10km 지점에 위치해 있다.
보골류보보라는 도시명은 블라디미르-수즈달 공국의 안드레이 돌고루키(안드레이 보골륩스키) 대공에서 유래되었다. 1158년에서 1165년사이에 네를 강(클랴즈마 강의 지류)에 가까운 강변에 세워졌다. 1230년에는 몽골군에 의해 파괴되었다.

## 문학
- Н. Н. Воронин. Владимир, Боголюбово, Суздаль, Юрьев-Польской. Книга-спутник по древним городам Владимирской земли — М.:"Искусство", 1974 − 4-е изд.